# 美單棘魨
美單棘魨（学名：Amanses scopas），又名美尾棘魨、剝皮魚，为輻鰭魚綱魨形目鱗魨亞目單棘魨科美單棘魨屬下的一个种，為熱帶海水魚，分布於印度太平洋區，從紅海、東非至法屬波里尼西亞，北起日本五島列島，南迄澳洲大堡礁南方海域，棲息深度0-18公尺，本魚身體褐色，有12個狹窄的深褐色的交叉條紋；尾鰭深褐色，背鰭軟棘、臀鰭與胸鰭灰白色，唇深褐色，雄魚尾柄前方有許多長刺，雌魚在同一位置同樣有牙刷狀的剛毛，背鰭硬棘2枚；背鰭軟條26-29枚；臀鰭軟條22-25枚，體長可達20公分，棲息在水質清澈的礁石區，可作為觀賞魚。